# 프리스트 (만화)
《프리스트》(Priest)는 형민우가 계속 창작하고 있는 만화 시리즈이다. 프리스트는 서부 장르와 초자연적 공포를 융합시킴과 더불어 강렬한 펜터치와 드라마틱한 연출이 어우러지면서 일반적인 한국 만화에서는 볼 수 없는 독특한 분위기를 만든 작품으로 유명하다. 만화잡지 코믹챔프에서 1998년부터 연재됐던 프리스트는 영챔프에서 이동 연재하게 되었으며, 단행본은 현재 대원 출판사를 통해 16권까지 발행되었다.

## 줄거리
프리스트는 대천사 테모자레가 이끄는 열두 명의 타락 천사들에게 대항해 싸우는 사람들의 이야기를 담고 있다. 테모자레와 그의 군대는 자신들이 신을 위해 루치펠과 피 흘려 싸웠음에도, 신이 기뻐하지 않는다는 것을 깨달았다. 신의 관심은 오직 또 다른 창조물인 인간들에게만 기울어져 있음을 안 그들은 인류를 향한 신의 편애에 반대하여 모반을 일으켰다. 하늘나라의 계율을 깨고 지상을 불시에 방문한 그들은 신처럼 행동하여 인간들에게 자신들을 위한 거대한 사원과 신상을 짓도록 하였다. 그리하여 신을 향한 인간들의 믿음이 얼마나 불완전한 것인가를 신에게 증명해 보이고 싶었다. 신도 그것을 깨닫고 나면, 자신들이 누리던 영광이 다시 돌아오리라 믿었다. 그러나, 신은 인간들을 반대하는 그들의 행위에 대해 분노하며 그들의 신전을 파괴했다. 그리고 그들의 영혼을 신상 안에 봉인함과 함께 땅 속에 내던져 버렸다.
100년이 지난 후, 바스커 드 귀용이라고 불리는 성기사가 살았었다. 산티오크의 공작으로서 16년간 십자군 원정에 나섰던 그는 원정군 중에서도 최강이라고 일컫는 ‘열두성 기사단’의 단장이었고, 또한 드르노아프 교구의 이단 재판관이었다. 그는 전쟁이 시작된 후 단 한번도 지는 일이 없었고, 그와 그의 기사단은 이교도들에게 공포의 대상이 될 만큼 잔혹한 명성이 지속되었다. 나중에 본국으로부터 그의 아내 마리안느와 두 딸이 알 수 없는 전염병에 걸려 산 채로 불타 죽었다는 서신을 접한 그는 이후 분노의 광기에 휩싸여 종교적 사명을 잃고 이교도들의 비명으로 자신의 고통을 달래고자 하였다. 다른 십자군이 전쟁을 포기하고 모두 떠나간 후에도, 바스커는 떠나지 않고 신의 이름을 빌린 학살의 행군을 멈추지 않았다. 그러던 중, 그가 이교도들의 금단 지역인 열두 명의 타락천사들이 갇힌 동굴을 발견했을 때 신을 향했던 의미없는 그의 찬양도 멈추게 된다. 테모자레는 바스커에게 신에게 복수하는 데 사용해 주겠다고 설득하여 자신에게 그의 육신을 바치도록 하였다.
원정지에서 돌아온 바스커는 수백에 달하는 자신의 부하와 양민들을 도륙해 이교도의 제사 의식을 벌인 죄목으로 의식에 가담한 공범 열두 명과 함께 비밀 감금되었다. 교황청에서는 바스커가 십자군 내에서 얻고 있는 명성과 신뢰를 고려하여 그의 변절이 외부에 알려지는 것을 막고자 그의 재판을 비공개로 이루어도록 처리하였다. 바스커의 재판은 당시 ‘단죄의 성자’라고 불리며 공포의 명성이 퍼졌던 코르바톨레 수도회의 이단심판관 베시엘 가바르가 맡았다. 바스커와 만난 베시엘은 그가 사실은 테모자레임을 처음에는 믿지 않았으나 나중에 알아채게 된다. 테모자레는 이교도들에게 산 제물로 바쳐지는 위험에서 구해낸 이후 베시엘의 삶 속에서 유일한 자랑이자 즐거움이 된 아이 마테오를 갖고 장난을 친다. 타락천사는 마테오에게 신의 계시인 것처럼 속여 수도원의 초를 만들었던 젊은 여급을 죽이고, 그녀의 양팔과 심장을 잘라내 그 피로 방에서 신성모독적인 전례를 집전하도록 조종한다. 마테오가 한 짓을 본 베시엘은 마테오의 모습 대신에 비웃는 테모자레의 환영을 보고, 결국 그의 손으로 목졸라 마테오를 죽이게 된다. 베시엘은 신에 대한 믿음을 잃어버렸다. 이에 테모자레는 베시엘을 자신의 사제 중의 한 명으로 간택하여 그를 위해 자신의 오른쪽 권좌를 내주었다. 그러나 베시엘은 테모자레를 받드는 대신에 오히려 신을 버리게 만든 그에게 복수하는 길을 택했다. 이후로 테모자레를 봉인하는 방법을 찾는 데 몰두하던 끝에 그는 이단 유물인 도메스포라다를 만들어냈다. 베시엘은 테모자레를 봉인할 자물쇠로 자신을 택한 후 자신의 육신을 바쳤다. 그리하여 또 한 명의 타락 천사의 힘을 빌려 도메스포라다 안에 같이 갇힌 그의 영혼은 스스로가 초자연적 존재로 거듭나게 된다.
800년 후, 주인공 이반 아이작은 라울 피에스트로 신부에게 속아 그의 요청을 받아들여 도메스포라다가 지닌 수수께끼를 풀고자 도메스포라다가 보관된 정체불명의 수도원으로 찾아갔다. 결국 도메스포라다의 봉인을 푼 그는 자신의 유일한 사랑 제나를 잃고 그 자신도 십자가에 매달리게 된다. 제나를 잃고 광기에 빠져 신을 증오하게 된 이반은 베시엘의 힘을 받아들여 불사의 몸으로 다시 태어났다. 제나의 죽음을 계기로 이반은 테모자레와 그의 부하들에게 복수하기 위해 자신의 일생을 바치는 여행을 떠나게 된다.

## 등장인물

### 주요 인물
이반 아이작
주인공. 전직은 가톨릭 교회의 사제이다. 모친을 잃고 마음을 닫고 살게 된 딸 제나를 위해 쟈콥 아이작이 고아원에 있던 이반을 자신의 아들로 입양시켰다.
신학생 시절, 고대 종교에 관한 해석이론으로 교회의 주목을 받게 된 그는 도메스포라다라고 지칭된 석제물의 기원을 밝히고 베시엘이 건 봉인을 해제하기 위한 연구를 위해 도메스포라다가 보관된 수도원으로 향했다.
테모자레는 이반의 학문적 능력을 인식하고 그가 자신의 봉인을 풀어줄 것이라고 생각하여, 그의 여동생이자 연인이었던 제나의 죽음을 초래하여 그를 일시적으로 큰 슬픔에 빠뜨려 미쳐버리게 만들었다.
도메스포라다의 봉인을 푼 이반은 테모자레와 그를 추종하는 타락천사들에게 복수할 기회를 얻으려고 베시엘에게 자기 영혼의 반쪽을 내어주는 것에 동의한다. 이반은 현재 단지 증오와 분노에 의해서만 움직이는 불사의 몸을 가진 존재로서 서부를 활보하고 다니고 있다. 실제로 수많은 싸움에서 분노가 최고조에 달했을 때 그의 힘도 같이 강해졌다. 그는 자신의 초인적인 힘의 약화를 대비하여 작은 산탄총과 톰슨기관총, 은으로 만든 탄환과 사냥칼을 포함한 여러 가지 무기를 사용한다.
이반은 테모자레와 그의 부하들이 있는 곳을 찾아다니며 죽이는 행동을 하고 있다. 그는 무수한 좀비를 제거하는 데 성공했을뿐더러 쟈빌롱까지 죽였다. 이반의 오른팔을 먹어 삼킨 아크모데와의 싸움에서는 패배 직전까지 몰리나 쟈마드의 도움으로 죽음에서 살아나 자신의 없어진 팔을 아크모데의 팔로 대체하여 더욱 강해졌다.
테모자레
테모자레는 한때 천사들 간의 전쟁에서 신의 편에서 싸웠던 대천사였다. 하지만, 이 일로 신은 천사에 대한 신뢰를 잃어버리고 그대신에 인간을 좋아하게 되었다.
천사들의 영광을 한낱 불완전한 믿음을 지닌 인간들에게 빼앗겼다고 생각한 테모자레는 신을 향한 숭배가 무의미해졌다고 여기고, 열두 명의 천사들을 이끌고 지상에 내려가 인간을 시험해 신과의 사이를 갈라놓으려고 했다. 이를 실행에 옮기고자 그는 인간들에게 자신을 포함한 천사들을 숭배하고 인간을 산제물로 바칠 것을 명령했다. 하지만, 이 일은 그저 신을 화나게 했을 뿐이었으며, 그 죄로 테모자레는 지상으로 추방되어 유폐되고 만다. 테모자레는 신의 시험 때문에 가족을 잃은 바스커 드 귀용을 유혹하여 그의 육신을 자신에게 바치도록 하였다. 그다음 테모자레는 베시엘을 타락시켜 자신의 사제로 삼으려고 노력했다. 그러나, 베시엘은 이를 거부하였으며 결국 자기 자신과 테모자레를 도메스포라다에 봉인시켰다. 도메스포라다에서 해방된 테모자레는 베시엘과의 작은 접전 끝에 그의 육신이 끔찍하게 소각당하며 쇠사슬에 묶여 도메스포라다 안으로 다시 끌려들어갈 뻔 하였다. 자신의 사도들인 네트라핌, 아크모데, 쟈마드의 도움으로 구조된 그는 자신의 힘을 회복하고 어둠의 교리로써 세상을 타락시키려고 안식원을 완성시키고자 한다.
베시엘 가바르
베시엘은 원래 ‘단죄의 성인’이라고 불리며 삶의 대부분을 피와 살이 타는 냄새가 끊이지 않는 이단과의 싸움으로 보낸 중세 가톨릭 교회의 이단심판관이었다. 하지만, 그는 악령이 들려 생포된 바스커 드 귀용의 재판 주재를 맡은 결과, 바스커에서 인간으로 거듭난 테모자레에 의해 최초로 어둠의 시험에 들게 된다. 바스커의 몸을 빌린 테모자레는 베시엘이 거두어들인 사내아이 마테오에게 영향을 끼쳐 수도원의 여급 중의 한 명을 살해하도록 만들었다. 마테오가 신의 계시를 받았다면서 실토한 것을 들은 베시엘은 마테오의 내부에서 테모자레의 악영향을 받은 것을 보고 분노가 사무쳐 그를 교살하고 만다.
테모자레는 신에 대한 베시엘의 절대적인 믿음을 산산히 깨부수는 데 성공했다. 자책과 분노에 사로잡힌 베시엘은 신에 대한 믿음을 저버렸다. 하지만, 테모자레측에 가담하지 않고 오히려 그에게 대항하여 싸우는 새로운 길을 선택했다. 홀연히 종적을 감춘 그는 도메스포라다에 테모자레를 가두고 마지막에는 자신도 가두었다. 나중에 도메스포라다의 봉인이 풀리고나서, 그는 이반의 이마에 십자가를 새기고 어둠의 계약을 맺는다.
제나 아이작
쟈콥 아이작의 친딸. 제나는 이반의 이복 여동생임에도 결국 이반과 사랑에 빠지게 된다. 그러나, 테모자레에게 감화받은 라울 피에스트로 신부를 비롯한 베르티네스 교단의 손에 의해 목숨을 잃게 된다.
에스테
에스테는 무법도적단 멧라이더의 두목이었다. 그녀는 당국에 붙잡혀 호송 기차에 실렸다. 그녀를 구출하려고 부하들이 기차를 습격하지만, 쟈빌롱이 기차에 미리 심어둔 좀비들의 손에 의해 승객들과 같이 모두 목숨을 잃고 만다. 에스테는 이반 아이작 덕분에 유일하게 살아남았다. 또한, 그녀는 이반이 과거에 사랑했던 제나와 흡사한 외모를 지녔다.
이반을 쫓아 세인트 발드라스까지 간 그녀는 한 좀비에게 습격을 받아 팔이 물리고 만다. 이후 그녀는 연방보안관 코번과 그의 일행에게 구조되었다. 나중에 그녀는 이반과 접촉하려고 그들과 떨어졌다. 이반은 도움을 바라는 에스테의 요청을 거부하고 자신을 증오하라는 말만 남긴 채 떠났다. 그 날 이후, 에스테는 독단적으로 수수께끼를 파헤치고자 새로운 일당과 손잡기로 결심한다.

### 반역의 천사들
쟈빌롱
쟈빌롱은 테모자레와 함께 신에게 반기를 든 열두 명의 천사 중의 한 명이다. 또한, 그는 도메스포라다의 개방 때 모습을 드러내기도 했다. 하지만 그가 테모자레로부터 부여받은 힘의 성질 때문에 이어진 베시엘과의 싸움에서는 별다른 활약을 하지 못했다. 이후 그는 세인트 발드라스의 주민들을 좀비로 바꾸어 자신의 노예로 만든 다음, 이반 아이작과의 싸움에 이용했다.
그는 자유자재로 좀비들에게 자신의 영혼을 융합시켜 자신의 본체를 숨기는 능력을 갖고 있다. 그 덕분에 대신할 수 있는 육신이 얼마든지 있기 때문에 적의 공격을 회피할 수 있다. 이에 이반은 수하크족의 주술을 이용해 쟈빌롱의 본체를 포함하여 그에게 속박된 모든 좀비들에게 치명상을 입혔다. 결국, 쟈빌롱은 자신이 몸을 빌린 사제를 죽이고 그 몸 속에서 나와 괴물 같은 모습을 드러냈다.
변신한 그는 이반과 거의 호각으로 맞서 싸웠지만 결국 패하여 소멸하게 된다.
아크모데
이반이 순례여행 중 두 번째로 맞닥뜨린 타락천사인 아크모데는 스스로를 예술자이자 짐승이라고 생각한다. 언제부터 있었는지는 모르지만 그는 오래된 고성에서 오랫동안 마을을 지켜봐 왔다. 그는 아무 말도 없었지만 마을 주민 모두가 그의 존재를 두려워 했다. 그러던 중 ‘피의 전도’로 마을 사람들을 지성이 없는 좀비들로 바꾸어버린 후 그는 그들 중의 일부를 절단하여 언데드 암살자나 날개를 달아주는 식으로 개조해 자신의 비뚤어진 예술적 감각을 드러냈다.
이반은 아크모데를 찾아가면서 그가 임시 변통으로 만든 천사들과 싸운 후, 아크모데의 마지막 작품으로 인간 소녀를 매의 형태로 조작한 크리스틴과 직면하였다. 아크모데는 이반에게 크리스틴의 “꿈”을 엿들어 볼 수 있게 해주면서, 타락하기 전 신을 따르던 시절을 들려 주었다. 이반이 베시엘의 도움을 받아 꿈속에서 벗어나 크리스틴을 죽일 때, 아크모데는 자신의 ‘영광스러운 과거’에 대해 신의 의지를 빼고 나면 포악한 동물에 불과할 뿐이라는 베시엘의 모욕을 듣고 크게 화를 내었다. 아크모데는 테모자레의 뜻에 반하는 짓임에도 이반을 죽이기로 결심한다.
뒤이어 계속된 싸움에서 이반은 아무리 안간힘을 써도 아크모데를 죽일 수가 없었다. 그러자 베시엘은 이반에게 영혼을 포기하고 그의 육신을 완전히 자신에게 내줄 것을 요구한다. 이반은 짐승의 모습을 한 아크모데에게 한쪽 팔을 물어뜯긴 후에도 자신의 영혼을 단념하는 것을 단호히 거부했다. 아크모데가 이반의 살덩이를 먹음으로써 싸움을 끝마치려 한 그때, 테모자레의 부관인 쟈마드가 개입한다. 쟈마드는 아크모데가 긴 시간 동안 잃어버린 천국의 영광을 그리워하며 신의 자비가 돌아오길 기다리고 있었다는 것을 알고 이를 오만으로 간주해 그를 살해한다. 그런 다음 쟈마드는 아크모데의 팔을 절단해 인간 이상의 힘을 얻게 될 것이라고 말하며 이반에게 선물로 주었다.
네트라핌
현재까지 나타난 천사들 중 가장 인간의 편에 선 천사로 소위 프릭쇼라 불리는 서커스단의 리더격으로 인간의 형태로 지내고 있다. 천상에 거하던 시절 신에게 의문을 품은 테모자레의 앞길을 막아서지만 곧 테모자레에게 두 날개가 찢겨지는 수모를 당하면서도 
그에대한 동경과 사랑을 고백하며 테모자레를 따라 지상으로 강림한다. 
유일하게 테모자레가 자신의 명을 따르지 않고 스스로 인간을 향한 자신의 생각이 틀렸음을 입증할 수 있도록 12사제로써의 의무로부터 구속시키지 않았는데 네트라핌, 즉 그녀의 존재가 신을 향한 마지막 믿음, 희망을 뜻하는 것이었다. 
작품의 전체적인 대립 구도인 이반과 테모자레의 공통적인 신에 대한 의문을 생각한다면 굉장히 상징적인 인물임을 알 수 있다.
그녀의 행적을 끝까지 본다면 차마 안타까운 감정을 감출 길이 없을 것.
쟈마드
쟈마드는 도메스포라다에서 불에 탄 테모자레를 구출해낸 타락천사 세 명 중의 하나로, 길고 정연한 머리에 실크해트와 엄청난 윙칼라 어깨 망토, 갈고 닦은 양복 조끼 등을 비롯한 19세기 정장을 입은, 흡사 여자 같이 아름다운 외모를 가진 청년의 모습으로 그려진다.
특별히 테모자레의 흑미사에서 그가 사제장을 맡는다는 점을 고려해볼 때 타락천사 중 가장 강한 자인 것처럼 보이며, 자신의 래피어로 손쉽게 이반을 신속히 해치웠다. 또한, 그는 케이프를 접어 포개거나 장미를 흩날리는 방식으로 적을 당황하게 만들 수도 있다. 그렇지만 그가 아크모데와 싸울 때는 이반의 편을 들어 아크모데를 공격했으며, 심지어 베시엘의 힘으로도 치유가 불가능해진 이반을 위해 아크모데의 한쪽 팔을 내어주기도 한다. 그는 네트라핌을 “위선자”라고 부르며 별로 좋게 보지 않는 듯하다.
그외